# Tratado de Viena (1864)

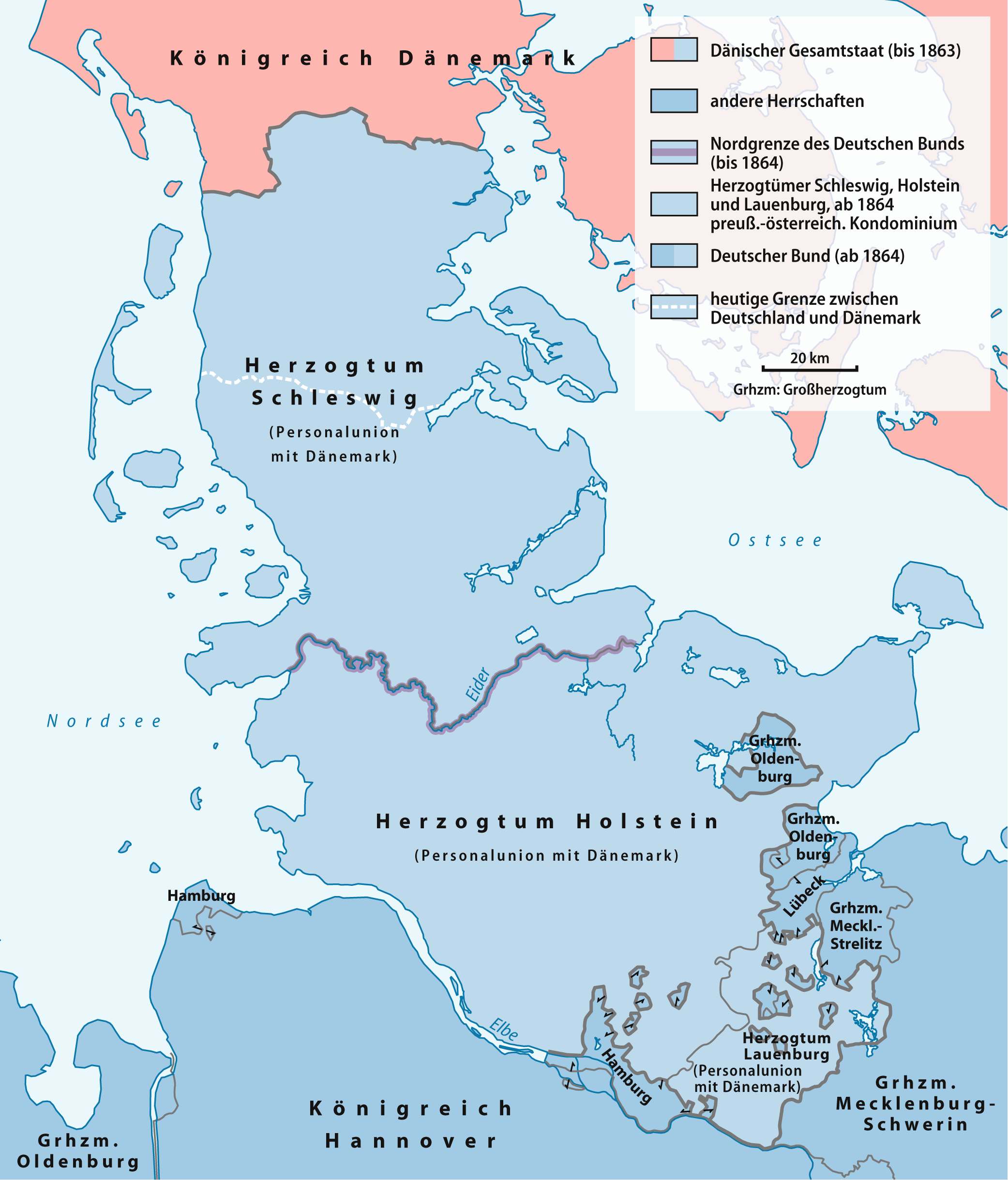
Mapa das alterações territoriais devidas ao Tratado de Viena.

O Tratado de Vienna (em dinamarquês:  Freden i Wien; em alemão:  Frieden von Wien) consistiu num tratado de paz assinado em 30 de Outubro de 1864 em Viena entre o Império Austríaco, o Reino da Prússia e o Reino da Dinamarca. O tratado marcou o final da Segunda Guerra de Schleswig. Pelos termos do tratado, a Prússia passaria a administrar Schleswig, a a Áustria Holstein. As subsequentes disputas sobre a administração das duas províncias daria origem à Guerra Austro-Prussiana.